# (35400) 1997 YU2
1997 واي يو 2 (ويعرف أيضًا باسم (35400) 1997 واي يو 2 وفق تسمية الكوكب الصغير) (بالإنجليزية: 1997 YU2)‏ هو كويكب ضمن حزام الكويكبات؛ وترتيبه 35400 من حيث الاكتشاف.
اكتُشف هذا الجُرم الفلكي بواسطة ناوتو ساتو في 21 ديسمبر 1997.

## وصلات خارجية
- (35400) 1997 YU2 في قاعدة بيانات مختبر الدفع النفاث لأجرام النظام الشمسي الصغيرة

- الاكتشاف · مخطط المدار ·  العناصر المدارية · المعلمات المادية

- (35400) 1997 YU2 على موقع ويكي سكاي: DSS2, SDSS, GALEX, IRAS, Hydrogen α, X-Ray, Astrophoto, Sky Map, Articles and images